# Провоцируй меня (сериал)
Провоцируй меня (исп. Provócame) — аргентинский сериал 2001 года. Главную роль сыграл пуэрто-риканский певец и актёр Чайян, а две главных женских роли сыграли Арасели Гонсалес и Ромина Ян. Эта история рассказывает о невольном любовном треугольнике, возникшем между мужчиной и двумя женщинами, и о семейных тайнах, которые скрывает поместье «Эсперанса», где происходит действие сериала.

## Сюжет
Педро Бальмаседа приезжает в поместье «Эсперанса» в качестве конюха. В его обязанности входит забота о Шоколаде, коне, которого купили для соревнований.
В это время в «Эсперансе» идет подготовка к свадьбе. Ана Лаура Вильялобос вечером выйдет замуж за Мариано Линареса, с которым она встречается уже много лет. Ана Лаура считает себя вполне счастливой. У неё есть любящий отец Игнасио, младшая сестра Эрика и заботливая бабушка Флория. Несмотря на некоторые стычки с мачехой Патрисией, Ана Лаура чувствует себя счастливой. Но за одну минуту это счастье рушится. Девушка подслушивает разговор троих мужчин: Игнасио, Мариано и Альваро, отца Мариано. Она выясняет, что эта свадьба — всего лишь холодный расчет семьи Линаресов. Альваро и Мариано грозят её отцу тюрьмой, если Ана не выйдет за Мариано замуж и не перепишет на него поместье. Из-за махинаций с документами Игнасио оказывается единственным виновным в мошенничестве и даже убийстве. Девушка в слезах убегает на конюшню и сталкивается там с Педро. Несмотря на то, что Педро кажется ей слишком нахальным, она начинает чувствовать к нему интерес, и это взаимно.
В поместье «Эсперанса» живёт Марисоль Ансоатеги, милая, спокойная и приветливая молодая женщина, мать Хульетты (Джульетты). Педро тоже чувствует симпатию к Марисоль и становится верным другом Хульетты.
Педро придется раскрыть семейные тайны, которые скрываются в поместье «Эсперанса», помочь дону Игнасио сохранить поместье и уберечь Ану от жестокости Мариано Линареса. И самое главное: выбрать, кого он любит по-настоящему: бойкую и отчаянную Ану Лауру или спокойную и тихую Марисоль.

## Актёры

### Главные роли
- Чайанн — Педро Бальмаседа
- Арасели Гонсалес — Ана Лаура Вильялобос Кент
- Ромина Ян — Марисоль Ансоатеги

### В ролях
- Сильвия Монтари — Виктория Дункан
- Грасиэла Паль — Мерседес Кент
- Хорхе д Элия — Альваро Линарес
- Федерико д Элия — Мариано Линарес
- Дорис дель Валье — Сесилия Линарес
- Лидия Ламайсон — Флория Вильялобос
- Умберто Серрано — Игнасио Вильялобос
- Фернанда Нейл — Эрика Вильялобос
- Паула Сьеро — Патрисия Мурильо
- Николас Гольдшмидт — Матиас
- Милагрос Флорес — Хульетта
- Лорна Пас — Маргарита Пинеда

### Слуги в поместье «Эсперанса»
- Сантьяго Риос — Гюнтер фон Шлапен
- Нелли Фонтан — Магда
- Валерия Лорка — Летисия Иригоен
- Хино Ренни — Антонио Парисси
- Мария Хосе Габин — Роза де Парисси
- Кристиан Санчо — Франсиско
- Cусанна Ортис — Кармен де Ортис
- Орасио Денер — Роберто Ортис
- Лусиана Гонсалес Коста — Лиза
- Максимилиано Гионе — Тоти Монтеро
- Фабио Асте — Чапа
- Алехо Гарсиа Пинтос — Эстебан Молина
- Фернандо Тоби — Федерико[3]